# Carolyn Waldo
Carolyn Jane Waldo, född den 11 december 1964 i Montréal, Kanada, är en kanadensisk konstsimmare.
Hon tog OS-silver i solo i konstsim i samband med de olympiska konstsimstävlingarna 1984 i Los Angeles.
Hon tog OS-guld i solo i konstsim och OS-guld i duetten i samband med de olympiska konstsimstävlingarna 1988 i Seoul.
Hon tog tre VM-guld vid världsmästerskapen i simsport 1986.